# Renditions
Renditions est une revue de traduction de littérature chinoise en anglais, publiée par le Research Centre for Translation de l'université chinoise de Hong Kong.